# اتو ۲۹۶۲
سیارک ۲۹۶۲ (به انگلیسی: 2962 Otto، نامگذاری:1940YF) دو هزار و نهصد و شصت و دومین سیارک کشف شده‌است که در ۲۸ دسامبر ۱۹۴۰ کشف شد.
قدر مطلق سیارک برابر ۱۱٫۳۰ است. و تناوب مداری آن نیز ۱۵۰۳.۵۶۷۳۳۸۸ میباشد.